# 加藤みちあき
加藤 みちあき（加藤 道明、かとう みちあき）は、日本の作曲家・編曲家・音楽プロデューサー・ギタリストである。1989年におおたか静流と音楽ユニット「dido」を結成。主にCM音楽、アニメの編曲などを手がける。

## 音楽担当アニメ
- 神州魑魅変
- 神風怪盗ジャンヌ
- ホワッツマイケル
- ママは小学4年生
- こっちむいて!みい子
- BIG WARS

## 主な編曲作品
- TALK SHOW（鉄腕ミラクルベイビーズ）（「ねるとん紅鯨団」テーマ曲）
- オラはにんきもの（アニメ「クレヨンしんちゃん」主題歌）
- スターダストアイズ（アニメ「鎧伝サムライトルーパー」オープニングテーマ）
- Like an angel（アニメ「高橋留美子劇場 人魚の森」オープニングテーマ）
- 年がらノー天気（エド山口）（アニメ「バウ」エンディングテーマ）
- ふたりでパラダイス（井上望）（アニメ「バウ」エンディングテーマ）
- 夢の合鍵（森口博子）
- 風の住む星（西脇唯）カルビーポテトチップスCMソング
- A・RA・WA（谷村有美）
- ベストセラー（谷村有美）
- マイ・プレジャー〜With my pleasure〜（谷村有美）アルバム収録曲6曲
- カレー日和（飯塚雅弓）アルバム「∞Infinity∞」に収録
- 君といたmemory（飯塚雅弓）アルバム「SMILE×SMILE」に収録
- 君と大空へ（飯塚雅弓）アルバム「10 LOVE」に収録
- コスモスガーデン（飯塚雅弓）同上
- おはようとシャンプーアルバム「mine」に収録
- メープルの空（飯塚雅弓）同上
- remember（飯塚雅弓）アルバム「虹の咲く場所」に収録
- デュエットでラララ（飯塚雅弓）同上
- 虹の咲く場所（飯塚雅弓）同上
- クリスタルデイズ（飯塚雅弓）アルバム「Crystal Days」に収録
- 約束だよ（アニメ「小さなアヒルの大きな愛の物語 あひるのクワック 」オープニングテーマ）